# Karta graficzna

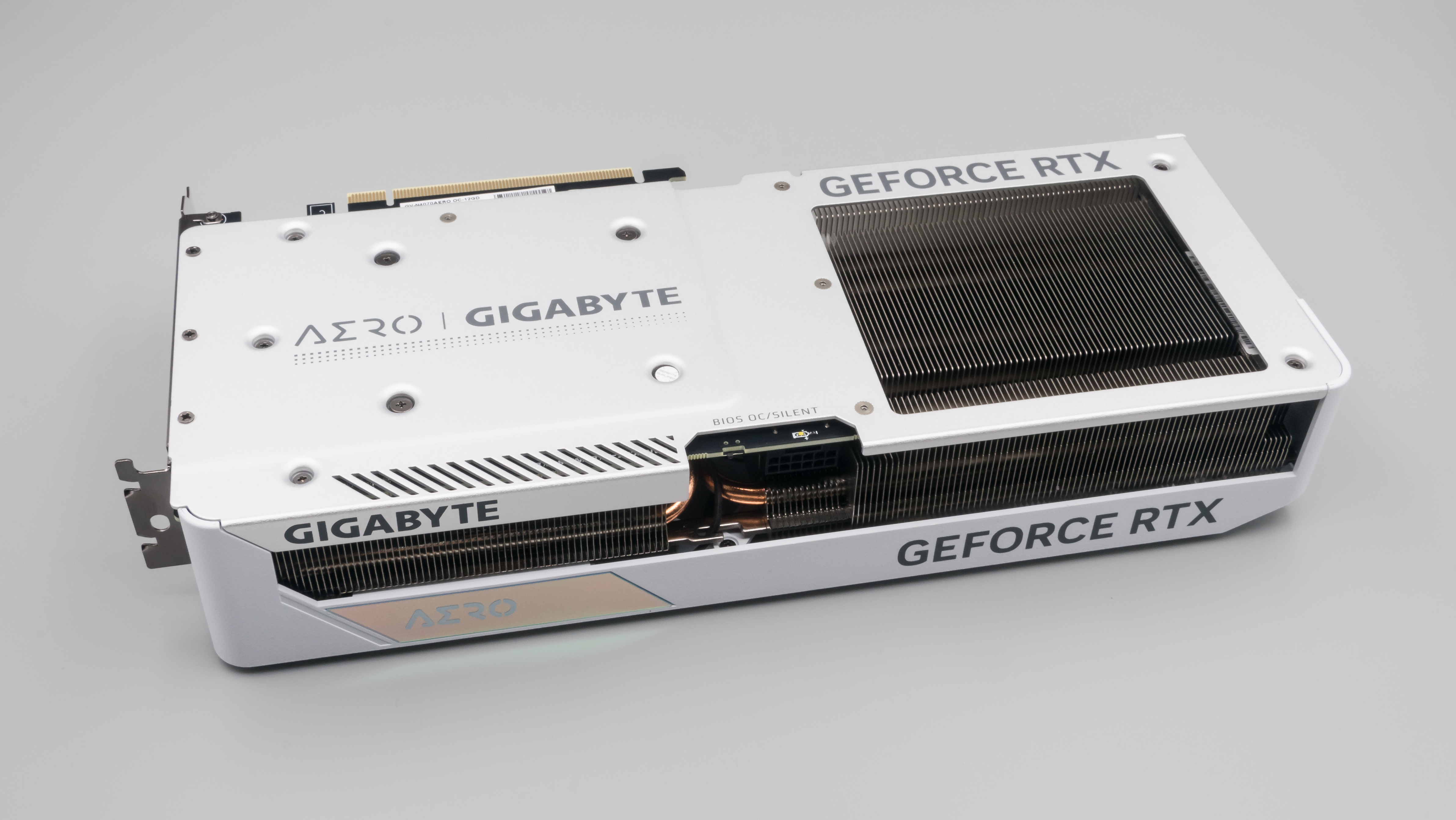
Karta graficzna Gigabyte RTX 4070 Aero

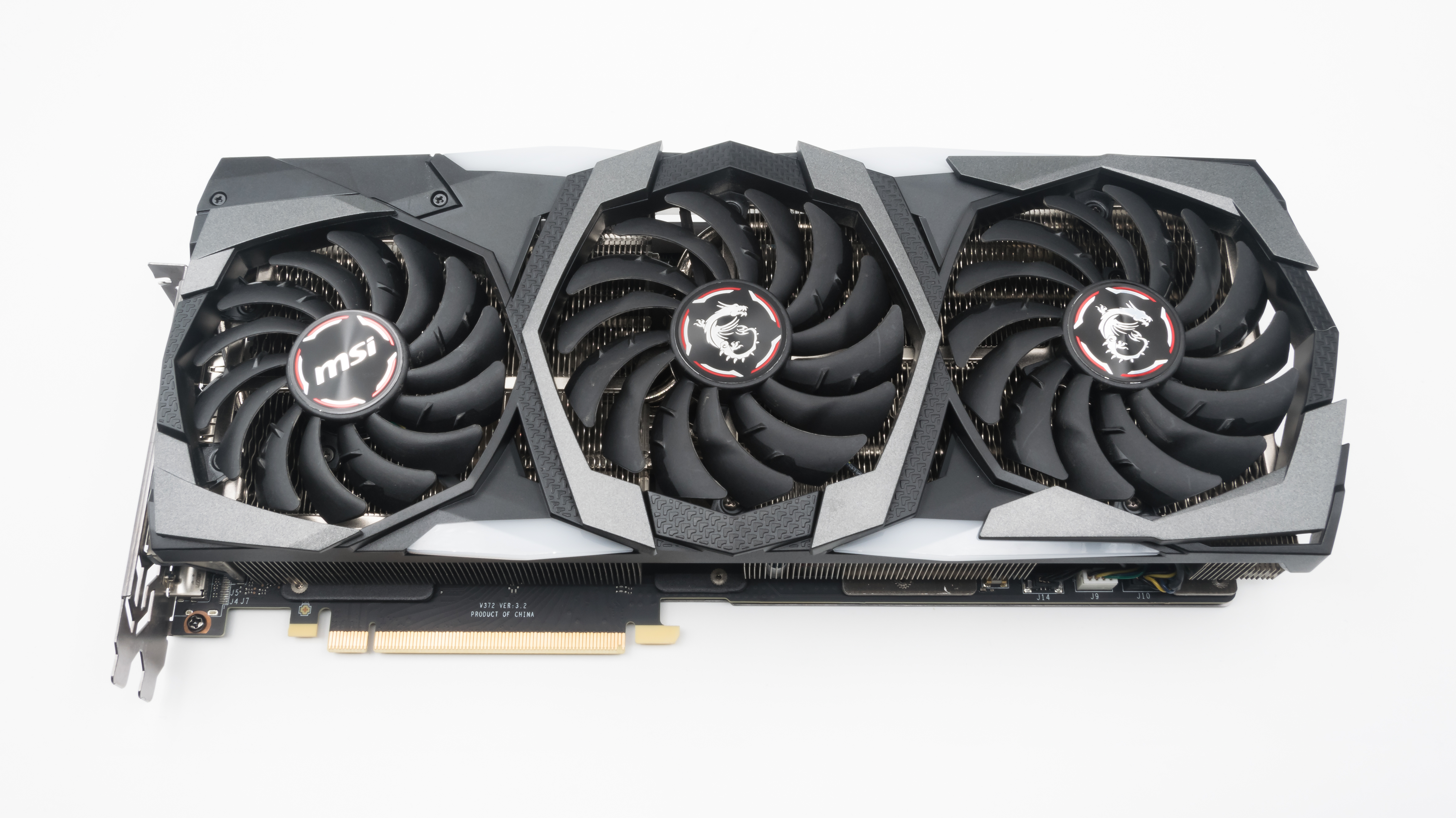
Karta graficzna MSI RTX 2080 Gaming X Trio

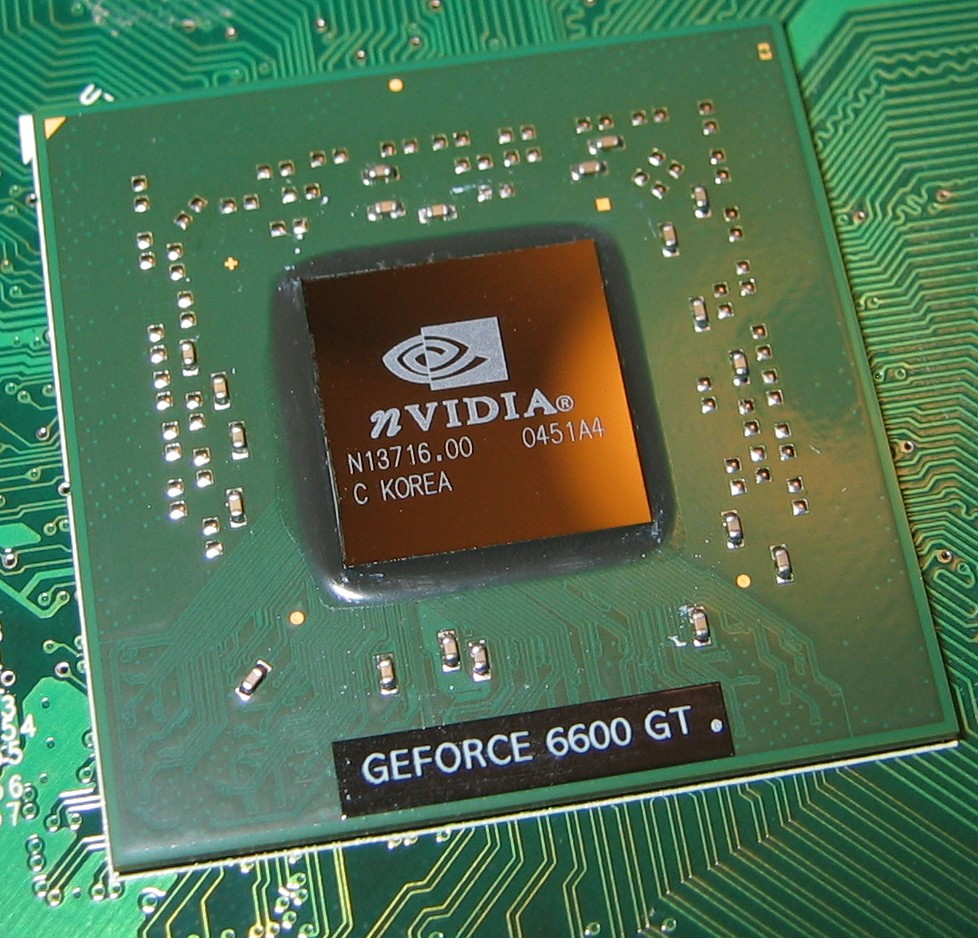
Procesor graficzny karty 6600GT

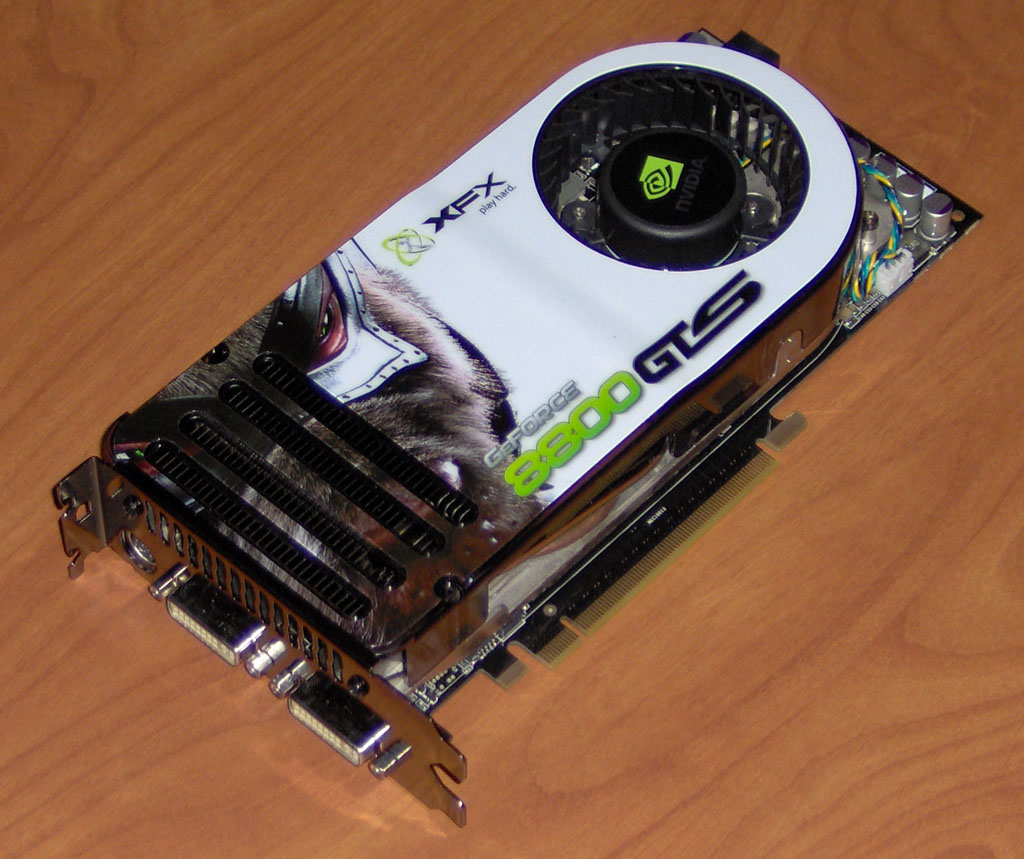
Jedna z kart Nvidia – GeForce 8800 GTS

Karta graficzna – w węższym rozumieniu karta rozszerzeń komputera, która przetwarza dane graficzne, adaptując je na sygnał odpowiedni do wyświetlenia przez monitor lub inne urządzenie wyjściowe. W szerszym znaczeniu obejmuje każdy układ zawierający procesor graficzny (GPU), niezależnie od tego, czy jest to karta rozszerzeń, zintegrowana część płyty głównej, procesora, specjalistyczny moduł przeznaczony do zastosowań naukowych, karty w sieciach neuronowych czy karty do kopania kryptowalut.

## Historia

### Frame buffer
Najwcześniejszym komercyjnym protoplastą kart graficznych był frame buffer (bufor ramki) o handlowej nazwie Picture System, z roku 1974 firmy Evans & Sutherland, wyświetlał obraz w 256 odcieniach szarości o rozdzielczości 512 na 512 pikseli. Współcześnie bufor ramki to integralna część struktury każdej karty graficznej, czyli wydzielony obszar pamięci VRAM.

### Przed główną erą GPU
Pierwszą kartą graficzną produkowaną na masową skalę, która implementowała ideę osobnego procesora do przetwarzania grafiki, podobnie jak we współczesnych konstrukcjach, był IBM Professional Graphics Adapter (PGA) z 1984 roku, przeznaczony dla komputerów IBM XT i IBM PC/AT. W przeciwieństwie do współczesnych GPU, które przetwarzają dane równolegle, korzystając z wielowątkowości, PGA posiadał procesor 8088, który przetwarzał dane sekwencyjne z podstawowym pipeliningiem, zgodnie z ówczesną architekturą x86. Aż do wczesnych lat 80. XX wieku, przed pojawieniem się rozwiązań zastosowanych w PGA, systemy graficzne były jednostkami zajmującymi się obsługą pamięci ramki do przechowywania i generowania obrazu, zintegrowanym buforem ramki.
W latach 90 modele kart graficznych miały ograniczoną wydajność i oferowały podstawowe funkcje graficzne i technologie 3d. Główni producenci tego okresu to: SGI cards; 3DFX (Voodoo); Nvidia(TNT); ATI (Rage); Matrox.
W 1996 roku 3dfx wypuszcza na rynek, pierwszy powszechnie dostępny akcelerator 3d o nazwie Voodoo Graphics, później znany jako Voodoo 1. Glide interfejs programistyczny opracowany dla tych kart, stał się popularnym standardem, na komputery PC zgodne z architekturą x86 w drugiej dekadzie lat 90., przed erą DirectX.
Termin „GPU” (Procesor graficzny) został wprowadzony dopiero w 1999 roku przez NVIDIA.

### Główna era GPU[23]
- Pierwsza generacja[24] 1999 DirectX 7 Obejmuje postęp w technologiach 3D, większą wydajność, wprowadzenie akceleracji sprzętowej. Ukucie pojęcia GPU przez NVIDIA[22].

- Druga generacja[23] 2001-2006 DirectX 8,9. Programowalne vertex (wierzchołki) i geometry shaders (cieniowanie geometryczne), Shader Model 1.0, 2.0 i 3.0. Seria ikonicznych GPU GeForce 3.

- Trzecia generacja[25] 2006-2009 DirectX 10, 11. CUDA (dla NVIDIA), Shader Model 4.0. Pierwsza seria GPU kompatybilna z DirectX 10 – NVIDIA GeForce 8.

- Czwarta generacja[26] 2009-2015 DirectX 11. Shader Model 5.0. Pierwsza kompatybilna seria GPU z DirectX 11 – AMD Radeon HD 5000.

- piąta generacja[27] 2015-2020 DirectX 12 i Vulkan – oba API niskopoziomowe, wprowadzenie wielowątkowości. Ikoniczny model karty graficznej tego okresu to 1080ti.

- Szósta generacja[28] 2020- DirectX 12 ultimate, pełna implementacja ray tracingu.

## Rodzaje procesorów graficznych
Procesory graficzne (GPU), produkowane na rynek masowy, przez AMD, Intela oraz NVIDIA, dzielimy ze względu na przeznaczenie.
1. Procesory dedykowane, przeznaczone do kart graficznych, także tych laptopowych, nie dzielące pamięci RAM z CPU.
- Radeon produkowany przez AMD
- GeForce produkowany przez Nvidia
- ARC produkowany przez Intela[30]

2. Procesory zintegrowane, będące częścią płyty głównej lub CPU, dzielące pamięć RAM z CPU.
- Radeony z sufiksem m produkowane przez AMD
- Intel HD Graphics produkowane przez Intela
- laptopowe GeForce produkowany przez Nvidia

Produkowane są też inne modele kart graficznych i kart z GPU do zastosowań profesjonalnych i kopania kryptowalut.

## Funkcje
Cechy współczesnych GPU na przykładzie procesorów NVIDIA z 2024:
| Narzędzia Deweloperskie: | Przemysł Gier:            | Sztuczna Inteligencja(AI) i Uczenie Maszynowe(ML): | Grafika i Obliczenia Wizualne:     | Wirtualna Rzeczywistość (VR): | Technologie Profesjonalne i Renderowania: | Optymalizacja i Wydajność: |
| ------------------------ | ------------------------- | -------------------------------------------------- | ---------------------------------- | ----------------------------- | ----------------------------------------- | -------------------------- |
| CUDA                     | GameWorks                 | AI Computing                                       | IndeX                              | Virtual Reality               | DirectX 12 Ultimate                       | GPUBoost                   |
| OptiX Ray Tracing Engine | GameStream                | Deep Learning                                      | Iray                               | vGPU                          | Pixar Universal Scene Description         | WhisperMode                |
| PhysX (Developer)        | G-SYNC                    | Machine Learning                                   | Material Definition Language (MDL) |                               | PostWorks                                 | VLink                      |
|                          | RTX Real-Time Ray Tracing |                                                    | Multi-GPU                          |                               | SceniX                                    | Optimus                    |
|                          | ShadowPlay                |                                                    | NVAPI                              |                               | ShadowWorks                               |                            |
|                          | ShadowWorks               |                                                    | Visual Computing                   |                               |                                           |                            |
|                          | SLI                       |                                                    | SceniX                             |                               |                                           |                            |
|                          | 3DVision & Surround       |                                                    |                                    |                               |                                           |                            |
|                          | 4K                        |                                                    |                                    |                               |                                           |                            |
|                          | TXAA                      |                                                    |                                    |                               |                                           |                            |

## Budowa karty graficznej

### Podstawowe elementy karty graficznej
- procesor graficzny (GPU) – serce karty graficznej
- Video random-access memory (VRAM) – pamięć RAM karty graficznej
- wyjścia sygnałów
- złącze do płyty głównej
- układ chłodzenia

W przeszłości część kart graficznych posiadała:
- RAMDAC (ang. RAM + Digital-to-Analog Converter) przetwornik cyfrowo-analogowy – odpowiedzialny za przekształcenie cyfrowych danych z pamięci obrazu na sygnał sterujący dla monitora analogowego; w przypadku kart wyłącznie z wyjściem cyfrowym RAMDAC nie występuje.
- framegrabber – układ zamieniający zewnętrzny, analogowy sygnał wideo na postać cyfrową (tylko w kartach posiadających przechwytywanie obrazu),
- procesor wideo – układ wspomagający dekodowanie i przetwarzanie strumieniowych danych wideo; w najnowszych konstrukcjach zintegrowany z procesorem graficznym.

### Typy złącz do płyt głównych używane przez karty graficzne
historyczne:
- AGP (Accelerated Graphics Port) – magistrala zaprojektowane dla kart graficznych, wprowadzona w 1997 roku, używana głównie w komputerach osobistych do połowy lat 2000.[33]
- ISA (Industry Standard Architecture) – złącze magistrali szeroko stosowane w komputerach zgodnych z IBM PC i ich późniejszych rozwinięciach w latach 80. i wczesnych 90.[34][35]
- PCI (Peripheral Component Interconnect) – standard głównej lokalnej magistrali komunikacyjnej w przemyśle komputerowym między 1992 a 2004, został zastąpiony przez PCI-Express[36].
- PCI-Express (PCIe) wersje 1.0 do 4.0 – następca PCI i AGP, wprowadzony jako standard w 2004.[37][36]
- Zorro – magistrala używana w komputerach Amiga wprowadzona wraz z Amigą 1000 w 1985.[38]

obecne:
- PCI-Express 5.0 i 6.0

### Wyjścia sygnału
- D-Sub
- DFP (Digital Flat Panel)
- DisplayPort
- DVI (Digital Visual Interface)
- HDMI (High-Definition Multimedia Interface)
- P&D (Plug and Display)
- Thunderbolt
- USB-C (z obsługą DisplayPort Alternate Mode)
- WHDI (Wireless Home Digital Interface)

### Zasilanie
Karta graficzna na złączu PCI Express jest zasilana z płyty głównej do mocy 75 W. Karty graficzne potrzebujące więcej prądu posiadają dodatkowe złącza zasilania:
- MOLEX – stosowane w starszych modelach.
- Złącza PCI-e: W standardowych wersjach: 6-pin dla kart o poborze mocy od 75 do 150 watów oraz 8-pin dla kart o poborze mocy powyżej 150 W[39]. W wersji PCI-e 5.0, 12VHPWR obsługującej do 600 W[40].

### Układ chłodzenia
Większość kart graficznych do poprawnego działania potrzebuje układu chłodzenia. Najwięcej ciepła wytwarza GPU, dlatego stosuje się trzy rozwiązania:
- Chłodzenie pasywne – stosowane w mniej wydajnych kartach.
- Chłodzenie aktywne – poprzez montaż wentylatora lub wentylatorów na radiatorze.
- Chłodzenie wodne – w kartach o dużej emisji cieplnej montuje się układ chłodzenia wodą.

Elementem wydzielającym ciepło jest również pamięć RAM karty graficznej. Zazwyczaj jest chłodzona wspólnym z GPU układem chłodzenia.

### Multi-GPU
Historycznie istniały dwie szerzej znane technologie łączenia kart graficznych, w celu zwiększenia wydajności w grach. Pierwsza od Nvidia o nazwie SLI (Scalable Link Interface), wspierana do 2020. Druga od ATI później AMD, funkcjonująca pod różnym nazwami, w różnych okresach czasu jako: ATI Multi-Rendering (AMR); CrossFire; CrossFireX; Multi-GPU (MGPU) (w kolejności chronologicznej). Rozwijana przez AMD do roku 2019. Zarówno w przypadku AMD, jak i Nvidii, do trybu Multi-GPU wymagany był mostek łączący dwie karty.
Mniej znanym rozwiązaniem było ATI Hybrid CrossFireX, wprowadzone na rynek pod koniec 2007 roku wraz z chipsetami serii AMD 700. Później przemianowane na AMD Dual Graphics. Pozwalało na łączenie dedykowanej karty graficznej z zintegrowanym procesorem graficznym, szybko porzucone przez producenta. Także za niszową można uznać SLI (Scan Line Interleave) od 3dfx, z drugiej połowy lat 90 XX wieku, mimo identycznego akronimu jak SLI (Scalable Link Interface) od NIVIDI to różne technologie. W przeszłości jeszcze trzy inne firmy wdrożyły w swoich produktach łączenie kart graficznych. Były to S3 Graphics z MultiChrome, XGI Technology z BitFluent Protocol i Metabyte z Parallel Graphics Configuration.
Współczesne połączenia dla wielu GPU:
- PCIe
- NVLink
- NV-SLI
- NVSwitch
- GPUDirect

## Różnice w terminologii
Wraz z pojawieniem się w 1996 roku kart Voodoo firmy 3dfx, zrodził się termin akcelerator graficzny. Karty te wymagały obecności w komputerze zwykłej karty graficznej.
W drugiej połowie lat 90. pozostali producenci zdecydowali się na integrację akceleratorów grafiki trójwymiarowej z samymi kartami graficznymi, podobnie jak to miało miejsce z akceleratorami grafiki dwuwymiarowej. Później także firma 3dfx zdecydowała się połączyć swoje akceleratory z kartami graficznymi.
Karta graficzna jest często nazywana GPU, co pochodzi od skrótu angielskiego terminu „Graphics Processing Unit”. To określenie odnosi się jednak wyłącznie do procesora graficznego, który stanowi jeden z komponentów karty graficznej.
W polskiej terminologii zintegrowane procesory graficzne nazywane są „integrami” (od ang. Integrated graphics), zintegrowanymi kartami graficznymi lub zintegrowanymi układami graficznymi. Stanowią one część płyty głównej lub procesora. Technicznie rzecz biorąc, są to procesory graficzne, a nie karty graficzne.

## Znaczenie kart graficznych
Karty graficzne, oprócz swojej roli w renderowaniu grafiki i obsłudze wyświetlacza, są wykorzystywane do przyspieszania obliczeń w zastosowaniach naukowych, w tym w symulacjach naukowych, analizach danych i badaniach. Dodatkowo, za sprawą swojej mocy obliczeniowej, są często używane do treningu modeli sztucznej inteligencji, ponieważ potrafią szybko przetwarzać duże ilości danych potrzebnych do uczenia maszynowego i głębokich sieci neuronowych.
Karty graficzne o dużej mocy obliczeniowej są wykorzystywane w procesie wydobywania, zwłaszcza w przypadku niektórych kryptowalut takich jak Ethereum, które korzystają z algorytmu Proof of Work (PoW).